# Estação Moskovskaia (metro de Samara)
Moskovskaia (em russo:  Московская) é uma das estações da Linha 1 do Metro de Samara, na Rússia. A estação «Moskovskaia» está localizada entre as estações «Gagarinskaia» e «Rossiiskaia».